# Парфеньевский район
Парфе́ньевский райо́н — административно-территориальная единица (район) и упразднённое муниципальное образование (муниципальный район) в центре Костромской области России.
Административный центр — село Парфеньево.
Законом Костромской области от 26 апреля 2021 года № 77-7-ЗКО Парфеньевский район и входящие в его состав сельские поселения к 7 мая 2021 года были преобразованы в Парфеньевский муниципальный округ.

## География
Площадь района — 2500 км². Основные реки — Нея, Вохтома.

## История
Парфеньевский район образован в 1928 году в составе Костромской губернии. 14 января 1929 года включён в состав Костромского округа Ивановской Промышленной области. 31 марта 1936 года передан в состав вновь образованной Ярославской области. С 13 августа 1944 года — в составе Костромской области.
12 октября 1959 года к Парфеньевскому району была присоединена часть территории упразднённого Антроповского района.
В соответствии с Законом Костромской области от 30 декабря 2004 года № 237-ЗКО район наделён статусом муниципального района, установлены границы муниципального образования. На территории района образованы 8 муниципальных образований (сельских поселений).
В соответствии с Законом Костромской области от 29 марта 2010 года № 601-4-ЗКО объединены:
- Аносовское, Парфеньевское и Ширское сельские поселения — в Парфеньевское сельское поселение;
- Задоринское и Николо-Поломское сельские поселения — в Николо-Поломское сельское поселение;
- Матвеевское и Савинское сельские поселения — в Матвеевское сельское поселение.

Закон Костромской области от 11 июля 2017 г. N 271-6-ЗКО объединил Парфеньевское и Потрусовское сельские поселения.
В соответствии с Законом Костромской области от 9 февраля 2007 года N 112-4-ЗКО Парфеньевский район как административно-территориальная единица области также сохраняет свой статус.

## Население
| 2002  | 2008  | 2009  | 2010  | 2011  | 2012  | 2013  | 2014  | 2015  |
| ----- | ----- | ----- | ----- | ----- | ----- | ----- | ----- | ----- |
| 7857  | ↘7566 | ↘7166 | ↘6391 | ↘6353 | ↘6242 | ↘6139 | ↘6032 | ↘5913 |
| 2016  | 2017  | 2018  | 2019  | 2020  | 2021  |       |       |       |
| ↘5777 | ↘5640 | ↘5491 | ↘5379 | ↘5254 | ↘4515 |       |       |       |

### Национальный состав
По итогам переписи населения 2020 года проживали следующие национальности (национальности менее 0,1 % и другое, см. в сноске к строке «Другие»):
| Национальность | Численность, чел. | Доля     |
| -------------- | ----------------- | -------- |
| Русские        | 4228              | 93,64 %  |
| Украинцы       | 35                | 0,78 %   |
| Грузины        | 26                | 0,58 %   |
| Даргинцы       | 20                | 0,44 %   |
| Лезгины        | 19                | 0,42 %   |
| Молдаване      | 15                | 0,33 %   |
| Чуваши         | 12                | 0,27 %   |
| Цыгане         | 10                | 0,22 %   |
| Белорусы       | 8                 | 0,18 %   |
| Азербайджанцы  | 7                 | 0,16 %   |
| Другие         | 135               | 2,98 %   |
| Итого          | 4515              | 100,00 % |

## Административное деление
Парфеньевский район как административно-территориальная единица включает 3 поселения.
В Парфеньевский район как муниципальный район входили 3 муниципальных образования со статусом сельских поселений:
| № | Сельские поселения                  | Административный центр | Количество населённых пунктов | Население | Площадь, км2 |
| - | ----------------------------------- | ---------------------- | ----------------------------- | --------- | ------------ |
| 1 | Матвеевское сельское поселение      | село Матвеево          | 23                            | ↘618      | 986,28       |
| 2 | Николо-Поломское сельское поселение | посёлок Николо-Полома  | 39                            | ↘1558     | 529,30       |
| 3 | Парфеньевское сельское поселение    | село Парфеньево        | 47                            | ↘3078     | 747,20       |

## Населённые пункты
В Парфеньевском районе 90 населённых пунктов:
| №  | Населённый пункт | Тип                          | Население | Муниципальное образование           |
| -- | ---------------- | ---------------------------- | --------- | ----------------------------------- |
| 1  | Агапитово        | деревня                      | ↗1        | Матвеевское сельское поселение      |
| 2  | Аносово          | деревня                      | ↗127      | Парфеньевское сельское поселение    |
| 3  | Антропово        | деревня                      | ↘2        | Николо-Поломское сельское поселение |
| 4  | Антушево         | деревня                      | ↗1        | Парфеньевское сельское поселение    |
| 5  | Анфимово         | деревня                      | →0        | Парфеньевское сельское поселение    |
| 6  | Артёмово         | деревня                      | ↗2        | Матвеевское сельское поселение      |
| 7  | Афонино          | деревня                      | ↗1        | Парфеньевское сельское поселение    |
| 8  | Беликово         | деревня                      | ↗7        | Николо-Поломское сельское поселение |
| 9  | Бор              | посёлок                      | ↗160      | Николо-Поломское сельское поселение |
| 10 | Брагино          | деревня                      | →0        | Николо-Поломское сельское поселение |
| 11 | Будино           | деревня                      | ↘7        | Николо-Поломское сельское поселение |
| 12 | Васиковка        | село                         | →0        | Николо-Поломское сельское поселение |
| 13 | Вахонино         | деревня                      | →0        | Николо-Поломское сельское поселение |
| 14 | Воловцево        | деревня                      | →0        | Николо-Поломское сельское поселение |
| 15 | Вохтома          | посёлок                      | ↗369      | Матвеевское сельское поселение      |
| 16 | Горелец          | село                         | →13       | Матвеевское сельское поселение      |
| 17 | Горжениново      | деревня                      | ↗1        | Матвеевское сельское поселение      |
| 18 | Горлово          | деревня                      | ↘7        | Николо-Поломское сельское поселение |
| 19 | Городище         | деревня                      | ↗5        | Матвеевское сельское поселение      |
| 20 | Горохово         | деревня                      | ↘1        | Николо-Поломское сельское поселение |
| 21 | Григорово        | деревня                      | ↗28       | Матвеевское сельское поселение      |
| 22 | Далевский        | починок                      | →0        | Матвеевское сельское поселение      |
| 23 | Долгово          | деревня                      | →0        | Матвеевское сельское поселение      |
| 24 | Евдокимово       | деревня                      | ↗16       | Николо-Поломское сельское поселение |
| 25 | Екимово          | деревня                      | ↗40       | Николо-Поломское сельское поселение |
| 26 | Завражье         | деревня                      | ↗1        | Матвеевское сельское поселение      |
| 27 | Задорино         | деревня                      | ↗149      | Николо-Поломское сельское поселение |
| 28 | Залесье          | деревня                      | ↗20       | Николо-Поломское сельское поселение |
| 29 | Ильинское        | село                         | ↗7        | Матвеевское сельское поселение      |
| 30 | Истомино         | деревня                      | →0        | Николо-Поломское сельское поселение |
| 31 | Коробовское      | деревня                      | ↗2        | Парфеньевское сельское поселение    |
| 32 | Крусаново        | деревня                      | ↗12       | Николо-Поломское сельское поселение |
| 33 | Кукушкино        | деревня                      | ↗18       | Парфеньевское сельское поселение    |
| 34 | Кунаково         | деревня                      | ↘0        | Матвеевское сельское поселение      |
| 35 | Курьяново        | деревня                      | →0        | Парфеньевское сельское поселение    |
| 36 | Лаптуново        | деревня                      | →0        | Парфеньевское сельское поселение    |
| 37 | Левино           | деревня                      | ↗2        | Матвеевское сельское поселение      |
| 38 | Ложково          | деревня                      | ↘64       | Парфеньевское сельское поселение    |
| 39 | Макарино         | деревня                      | ↘2        | Николо-Поломское сельское поселение |
| 40 | Мальгино         | село                         | ↘14       | Парфеньевское сельское поселение    |
| 41 | Марфино          | деревня                      | ↗1        | Николо-Поломское сельское поселение |
| 42 | Марьино          | деревня                      | →0        | Парфеньевское сельское поселение    |
| 43 | Маслово          | деревня                      | →0        | Матвеевское сельское поселение      |
| 44 | Матвеево         | село                         | ↗288      | Матвеевское сельское поселение      |
| 45 | Михалево         | деревня                      | →0        | Николо-Поломское сельское поселение |
| 46 | Молодёжный       | посёлок                      | ↘1        | Парфеньевское сельское поселение    |
| 47 | Нечаево          | деревня                      | ↘13       | Парфеньевское сельское поселение    |
| 48 | Николо-Полома    | посёлок                      | ↗1641     | Николо-Поломское сельское поселение |
| 49 | Николо-Полома    | село                         | ↗167      | Николо-Поломское сельское поселение |
| 50 | Николо-Ширь      | село                         | ↗114      | Парфеньевское сельское поселение    |
| 51 | Никулино         | деревня                      | ↗5        | Николо-Поломское сельское поселение |
| 52 | Никулино         | деревня                      | ↗4        | Парфеньевское сельское поселение    |
| 53 | Новосёлово       | посёлок                      | ↗35       | Парфеньевское сельское поселение    |
| 54 | Нозьма           | посёлок                      | ↗26       | Николо-Поломское сельское поселение |
| 55 | Носуево          | деревня                      | →0        | Николо-Поломское сельское поселение |
| 56 | Осеево           | деревня                      | →0        | Парфеньевское сельское поселение    |
| 57 | Павлово          | деревня                      | ↗11       | Парфеньевское сельское поселение    |
| 58 | Павлыгино        | деревня                      | ↘0        | Николо-Поломское сельское поселение |
| 59 | Паново           | деревня                      | ↗1        | Парфеньевское сельское поселение    |
| 60 | Парфеньево       | село, административный центр | ↗2963     | Парфеньевское сельское поселение    |
| 61 | Пепелово         | деревня                      | ↗1        | Николо-Поломское сельское поселение |
| 62 | Первушино        | деревня                      | ↘0        | Николо-Поломское сельское поселение |
| 63 | Полома           | деревня                      | ↗16       | Николо-Поломское сельское поселение |
| 64 | Полушкино        | деревня                      | ↗1        | Матвеевское сельское поселение      |
| 65 | Потапово         | деревня                      | ↗1        | Матвеевское сельское поселение      |
| 66 | Потрусово        | село                         | ↗189      | Парфеньевское сельское поселение    |
| 67 | Починок-Аристов  | деревня                      | ↘5        | Николо-Поломское сельское поселение |
| 68 | Починок-Федоров  | деревня                      | ↗5        | Парфеньевское сельское поселение    |
| 69 | Притыкино        | деревня                      | →0        | Николо-Поломское сельское поселение |
| 70 | Раменье          | деревня                      | ↗17       | Николо-Поломское сельское поселение |
| 71 | Родино           | деревня                      | →0        | Матвеевское сельское поселение      |
| 72 | Савачево         | деревня                      | →0        | Парфеньевское сельское поселение    |
| 73 | Савино           | деревня                      | ↗248      | Матвеевское сельское поселение      |
| 74 | Савино           | деревня                      | ↗1        | Парфеньевское сельское поселение    |
| 75 | Свателово        | деревня                      | ↘3        | Парфеньевское сельское поселение    |
| 76 | Сокирино         | деревня                      | ↘2        | Парфеньевское сельское поселение    |
| 77 | Спицино          | деревня                      | ↗4        | Парфеньевское сельское поселение    |
| 78 | Стрелица         | деревня                      | →0        | Парфеньевское сельское поселение    |
| 79 | Тарасово         | деревня                      | →0        | Николо-Поломское сельское поселение |
| 80 | Татаурово        | деревня                      | →0        | Матвеевское сельское поселение      |
| 81 | Трифоново        | деревня                      | →0        | Парфеньевское сельское поселение    |
| 82 | Тчанниково       | деревня                      | →14       | Николо-Поломское сельское поселение |
| 83 | Тчанниково       | железнодорожный разъезд      | ↗1        | Николо-Поломское сельское поселение |
| 84 | Успенье          | село                         | ↗239      | Парфеньевское сельское поселение    |
| 85 | Федюшино         | деревня                      | ↗1        | Парфеньевское сельское поселение    |
| 86 | Хвостилово       | деревня                      | ↘7        | Матвеевское сельское поселение      |
| 87 | Холм             | деревня                      | →0        | Николо-Поломское сельское поселение |
| 88 | Холм             | деревня                      | →0        | Парфеньевское сельское поселение    |
| 89 | Шекурино         | деревня                      | ↗1        | Парфеньевское сельское поселение    |
| 90 | Ямище            | деревня                      | →0        | Николо-Поломское сельское поселение |

### Упразднённые населённые пункты
- 2004 год — деревни Михалёво, Мутелягино, Фаликово, Фоминское Аносовского сельсовета; деревни Бараново, Кожино, Солодихино Задоринского сельсовета; деревню Мартьяново Матвеевского сельсовета; деревню Барское Парфеньевского сельсовета; деревни Ермолино, Пузырёво Потрусовского сельсовета; деревни Ивановское, Шоломя Савинского сельсовета; деревню Спорново Ширского сельсовета[27].
- 2024 год — деревни Акулово, Афонино (Николо-Поломское сельское поселение), Вахреньево, Ворошилово, Гашево, Дьяково, Ефимово, Коняево, Котово, Пересторона, Погорелка, Прудовка, Рищево, Робцово, Сафоново, Серёгино, Тихоново, Федюнино и село Малое Малыгино

## Достопримечательности
- Основными достопримечательностями данного района являются церкви, которых здесь около двадцати.

1. В посёлке Николо-Полома располагается старинная Николаевская церковь Архивная копия от 6 января 2010 на Wayback Machine, построенная в середине XIX века. В настоящее время она заброшена.